# 非线性声学
非线性声学与线性声学相对，研究的是声波在运动非线性和介质非线性无法忽略的情况下的声学现象。在非线性声学中，会出现许多新现象。
- 波形变化：声波的波速与介质压力有关，当介质处于高速运动中时，介质压力分布的非线性无法忽略。在介质压力最大的地方，质点运动速度也最快。声压的波形会因此由正弦型演化为锯齿型。但是此时又出现了高次谐波，高次谐波很快又衰减为正弦波。
- 叠加原理失效：当声波在非线性条件下传播时，会产生谐波、分频波、差频波、和频波，这些波的存在使波的叠加原理失效。